# Vollmersbach
Vollmersbach település Németországban, Rajna-vidék-Pfalz tartományban. Lakosainak száma 453 fő (2023. december 31.).

## Népesség
A település népességének változása:
| Lakosok száma | 530  | 470  | 459  | 461  | 450  | 453  |
|               | 1975 | 2017 | 2019 | 2021 | 2022 | 2023 |